# 圣康坦德西勒
圣康坦德西勒（法語：Saint-Quentin-des-Isles，法語發音：[sɛ̃ kɑ̃tɛ̃ de.z‿il]）是法国厄尔省的一个旧市镇，属于贝尔奈区。2019年，圣康坦德西勒与临近的2个市镇合并为新市镇乌什地区特雷桑。

## 地理
圣康坦德西勒（49°2'58"N, 0°34'43"E）面积4 平方千米，位于法国诺曼底大区厄尔省，该省份为法国北部内陆省份，北起滨海塞纳省，西接奧恩省和卡爾瓦多斯省，南至厄尔-卢瓦省，东临瓦兹省、瓦兹河谷省和伊夫林省。
与圣康坦德西勒接壤的市镇（或旧市镇、城区）包括：貝爾奈、圣欧班勒韦尔蒂厄、费里耶尔圣伊莱尔、格朗康。

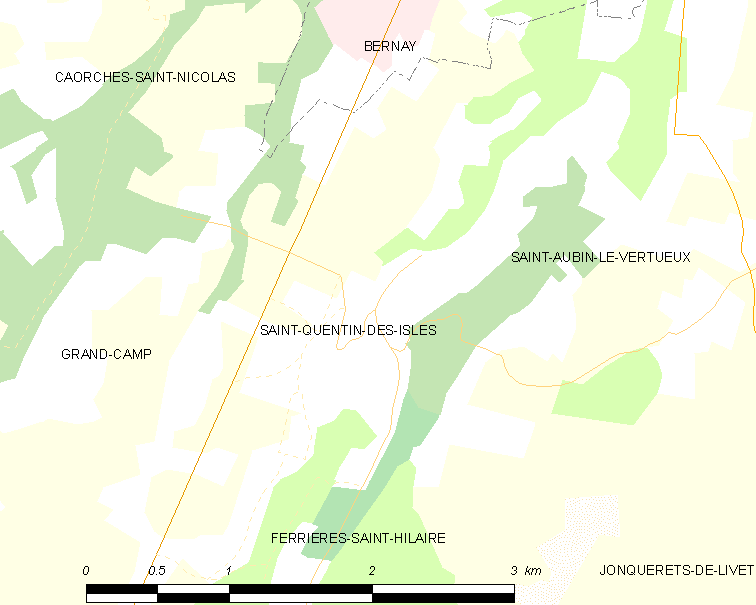
圣康坦德西勒的OSM定位图

圣康坦德西勒的时区为UTC+01:00、UTC+02:00（夏令时）。

## 行政
圣康坦德西勒的邮政编码为27270，INSEE市镇编码为27600。

## 政治
圣康坦德西勒所属的省级选区为布勒特伊县。

## 人口

1962-2008年间圣康坦德西勒人口变化图示

圣康坦德西勒于2018年1月1日时的人口数量为221人。